# Atherigona mitrata
Atherigona mitrata är en tvåvingeart som beskrevs av Seguy 1955. Atherigona mitrata ingår i släktet Atherigona och familjen husflugor. Inga underarter finns listade i Catalogue of Life.